# Tonio & Julia
Tonio & Julia ist eine deutsche Fernsehserie des ZDF. Die zehn Episoden wurden von April 2018 bis Oktober 2020 ausgestrahlt. Bereits vor der Ausstrahlung der letzten zwei Episoden wurde bekannt, dass die Reihe nicht fortgesetzt wird.

## Besetzung
| Rollenname            | Schauspieler      | Folgen | Bemerkung                       |
| --------------------- | ----------------- | ------ | ------------------------------- |
| Tonio Niederegger     | Maximilian Grill  | 1–10   | Pfarrer                         |
| Franz Niederegger     | Klaus Pohl        | 1–10   | Vater von Tonio Niederegger     |
| Julia Schindel        | Oona Devi Liebich | 1–10   | Familientherapeutin             |
| Xaver Schindel        | Dietrich Adam     | 1–10   | Vater von Julia Schindel        |
| Monika Schindel       | Charlotte Schwab  | 1–10   | Mutter von Julia Schindel       |
| Maximilian Schindel   | Leo Reisinger     | 1–10   | Bruder von Julia Schindel       |
| Katharina Vogt        | Ulrike Arnold     | 1–10   | Gemeinderatsvorsitzende         |
| Maja Fricke           | Géraldine Raths   | 1–10   | Sekretärin im Pfarramt          |
| Yasin Al Sayed        | Ercan Öksüz       | 1–10   | Partner von Maximilian Schindel |
| Generalvikar Zumbrodt | Lambert Hamel     | 1–9    | Vorgesetzter von Tonio          |
| Melanie Kleinschmidt  | Caroline Dibbern  | 1–4    | beste Freundin von Julia        |
| Thorsten Kleinschmidt | Oliver Clemens    | 1–10   | Ehemann von Melanie             |
| Lexi Kleinschmidt     | Carolin Garnier   | 3–10   | Patenkind von Julia             |
| Brigitte Schmielau    | Sina Reiß         | 1–10   | gute Freundin von Julia         |
| Dr. Felix Born        | Nicholas Reinke   | 4–10   | Freund von Julia                |

## Inhalt
Der bayrische, katholische Dorfpfarrer Tonio und die lange in Berlin lebende Familientherapeutin Julia sind seit Jugendtagen miteinander bekannt. Als Julia eine Stelle als Therapeutin in Tonios Pfarrei bekommt, stehen beide fortan um die Gunst der Dorfbewohner in Konkurrenz zueinander. Andererseits knistert es bisweilen aber auch zwischen ihnen, sodass der Konflikt, der sich durch das Zölibat ergibt, vorprogrammiert scheint.

## Produktion
Die erste Staffel (Folgen Kneifen gilt nicht und Zwei sind noch kein Paar) wurde zwischen dem 8. Juni und 2. August 2017 gedreht. Die zweite Staffel wurde zwischen dem 5. Juni und 8. August 2018 und zwischen dem 28. August und 24. Oktober 2018 in München und Bad Tölz gedreht. Die Folgen 7–10 der dritten Staffel wurden ab dem 18. Mai 2019 in München, Bad Tölz und Umgebung gedreht. Mit Ende der dritten Staffel wurde die Serie eingestellt.

## Episodenliste
| Nr. | Originaltitel            | Erstausstrahlung | Regie                 | Drehbuch         | Zuschauer             |
| --- | ------------------------ | ---------------- | --------------------- | ---------------- | --------------------- |
| 1   | Kneifen gilt nicht       | 12. Apr. 2018    | Kathrin Kulens Feistl | Katja Kittendorf | 3,93 Mio. (12,8 % MA) |
| 2   | Zwei sind noch kein Paar | 19. Apr. 2018    | Kathrin Kulens Feistl | Gabriele Kreis   | 4,47 Mio. (16,3 % MA) |
| 3   | Schuldgefühle            | 7. März 2019     | Stefan Bühling        | Gabriele Kreis   | 3,50 Mio. (11,1 % MA) |
| 4   | Wenn einer geht          | 14. März 2019    | Stefan Bühling        | Katja Kittendorf | 4,08 Mio. (13,2 % MA) |
| 5   | Ein neues Leben          | 21. März 2019    | Bettina Woernle       | Katja Kittendorf | 4,24 Mio. (13,8 % MA) |
| 6   | Schulden und Sühne       | 28. März 2019    | Bettina Woernle       | Jens Maria Merz  | 4,26 Mio. (13,7 % MA) |
| 7   | Nesthocker               | 29. März 2020    | Bettina Woernle       | Catharina Junk   | 4,74 Mio. (12,5 % MA) |
| 8   | Der perfekte Mann        | 5. Apr. 2020     | Bettina Woernle       | Katja Kittendorf | 4,77 Mio. (12,8 % MA) |
| 9   | Dem Himmel so nah        | 11. Okt. 2020    | Irina Popow           | Gabriele Kreis   | 4,45 Mio. (13,3 % MA) |
| 10  | Mut zu leben             | 18. Okt. 2020    | Irina Popow           | Katja Kittendorf | 4,39 Mio. (12,7 % MA) |

## DVD-Veröffentlichung
Alle Episoden sind auf DVD erschienen. Studio Hamburg Enterprises veröffentlichte jeweils zwei Folgen zusammen auf einer DVD.